# Tasata quinquenotata
Tasata quinquenotata är en spindelart som först beskrevs av Simon 1897.  Tasata quinquenotata ingår i släktet Tasata och familjen spökspindlar. Inga underarter finns listade i Catalogue of Life.